# Sandim de Lomba

Sandim (Vinhais) é uma das quatro aldeias (Edral, Brito, Frades, Sandim e ainda Quinta de Amanso) que integram a freguesia de Edral. É uma aldeia transmontana pertencente ao concelho de Vinhais, distrito de Bragança. Situa-se na margem esquerda do rio Mente, rio que localmente delimita a fronteira entre os distritos de Bragança e Vila Real ou, em termos de concelhos, os de Vinhais e Chaves.
Sandim de Lomba, localmente apenas designada por Sandim, tornou-se conhecida ao longo dos tempos pelas águas minero-medicinais que brotam espontaneamente na margem esquerda do rio Mente e até no próprio leito do mesmo.
Durante décadas as pessoas instalavam-se em casas rústicas existentes no local ou na própria aldeia de Sandim, procurando cura para os seus males, nomeadamente ao nível do aparelho digestivo. Com a expansão do transporte automóvel individual, os aquistas deixaram de se instalar por lá e passaram a ir recolher a água que depois consomem em casa.
Recentemente uma empresa iniciou os trabalhos tendentes à sua exploração industrial, tendo a autarquia disponibilizado a infra-estrutura eléctrica necessária. As águas terão a designação de "ÁGUAS DE SANDIM - VINHAIS".
Sandim ganhou também renome pela sua contribuição para o famoso fumeiro de Vinhais com os seus salpicões e linguiças, tendo uma senhora da localidade (D. Braselina Rosa) sido galardoada com o primeiro prémio, atribuído pela Câmara Municipal de Vinhais na Feira do Fumeiro de 1986 e com o segundo prémio no ano seguinte.
No Verão a praia fluvial (de Segerei) atrai inúmeras pessoas, oriundas de diversas aldeias vizinhas, quer portuguesas quer espanholas.
Segundo referência da Junta de Freguesia, na aldeia "foram encontrados vários vestígios arqueológicos. Aqui terá existido um castro, provavelmente da época celta"
O seu património religioso é constituído pela capela de S.to Amaro, cuja festa se celebra em 17 de Agosto e pelo nicho do Senhor dos Aflitos, à entrada da povoação.
Apesar da sua interioridade dispõe de energia eléctrica, água canalizada e está em via de conclusão a instalação da rede de saneamento básico.
Continua a usufruir de um forno comunitário utilizado em simultâneo por muitos habitantes nomeadamente, nas quadras festivas, para assar o saboroso cordeiro da região e o leitão à moda da terra.
Até há pouco tempo eram utilizadas as duas fontes comunitárias: a fonte de baixo e a fonte de cima.